# Dystersopp
Dystersopp, Porphyrellus porphyrosporus, är en sopp i familjen Boletaceae.

## Förekomst
Dystersoppen är funnen i Europa, Nordamerika och östra Asien.. Det är släktets enda europeiska art och dess utbredning i Europa är vid, men i Norden är den sällsynt. I Sverige finns den i de sydvästra delarna (företrädesvis i Skåne och Västergötland) och med enstaka fynd i Närke och Uppland (senast 1965). I Danmark är den mindre allmän och i Norge finns den sällsynt längs kusten i den södra delen. Den är ej funnen i Finland. Den förekommer mest i ädellövskog på näringsrik och kalkrik mark, men är även funnen i granskog. Den bildar ektomykorrhiza med ekar, bokar, lindar, tallar, granar och ädelgranar. Den är rödlistad som nära hotad (NT) i Sverige och Norge.

## Kännetecken
Hatten blir upp till 10(15) cm i diameter och är först halvklotformad, men blir planare med åldern. Hatthuden är gråbrun (rödbrun) och fint sammetsluden. Porerna är först smutsigt gulbruna eller gråskära, men brunfärgas med tiden av sporer; vid beröring blånar de först (i en något grönaktig ton), men blir sedan mörkt rödbruna. Foten är vanligen cylindrisk, slät, gråbrun och ofta ljusare vid basen, mörknar vid hantering. Köttet är vitt eller blekt och blånar eller blir smutsbrunt/vinrött i snittytor. Vitt papper färgas grönt av saften. Den luktar och smakar surt, men anses inte vara giftig. Den kan möjligen förväxlas med en brunsopp vid en hastig blick, men denna har gula porer som blånar kraftigt vid beröring och är allmänt "gladare" i färgerna.

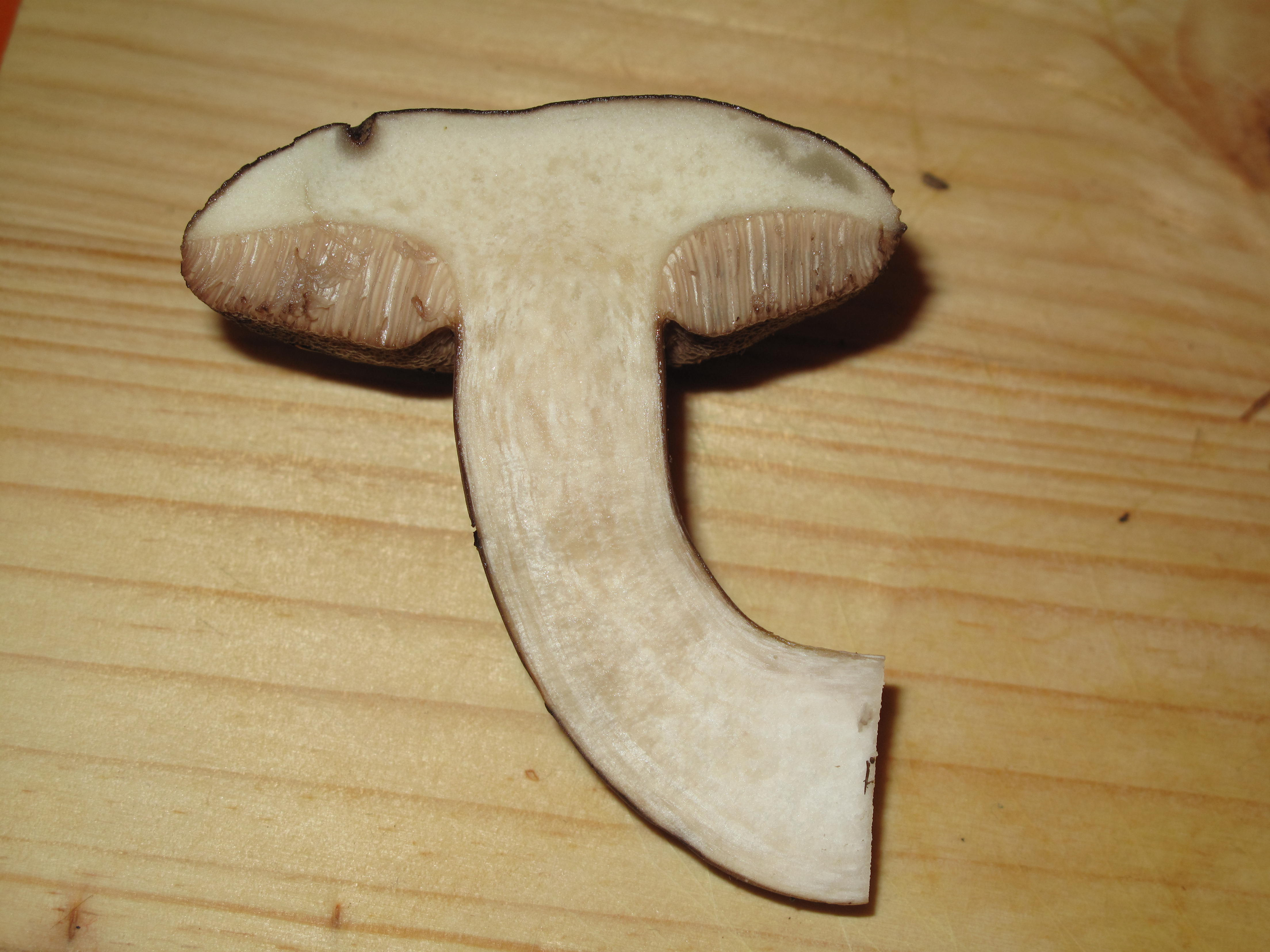
Köttet är blekt...
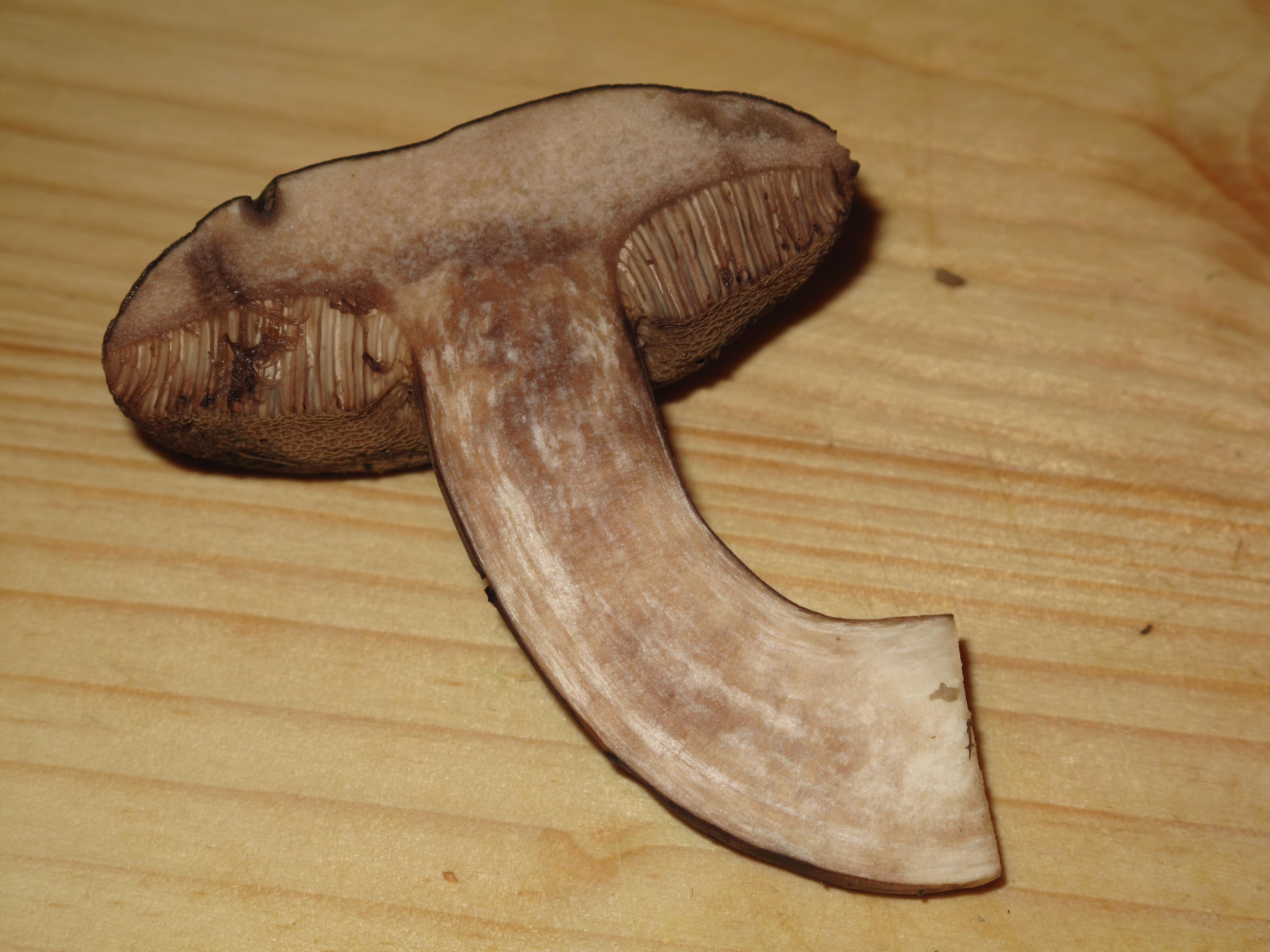
... men missfärgas efter ett tag.
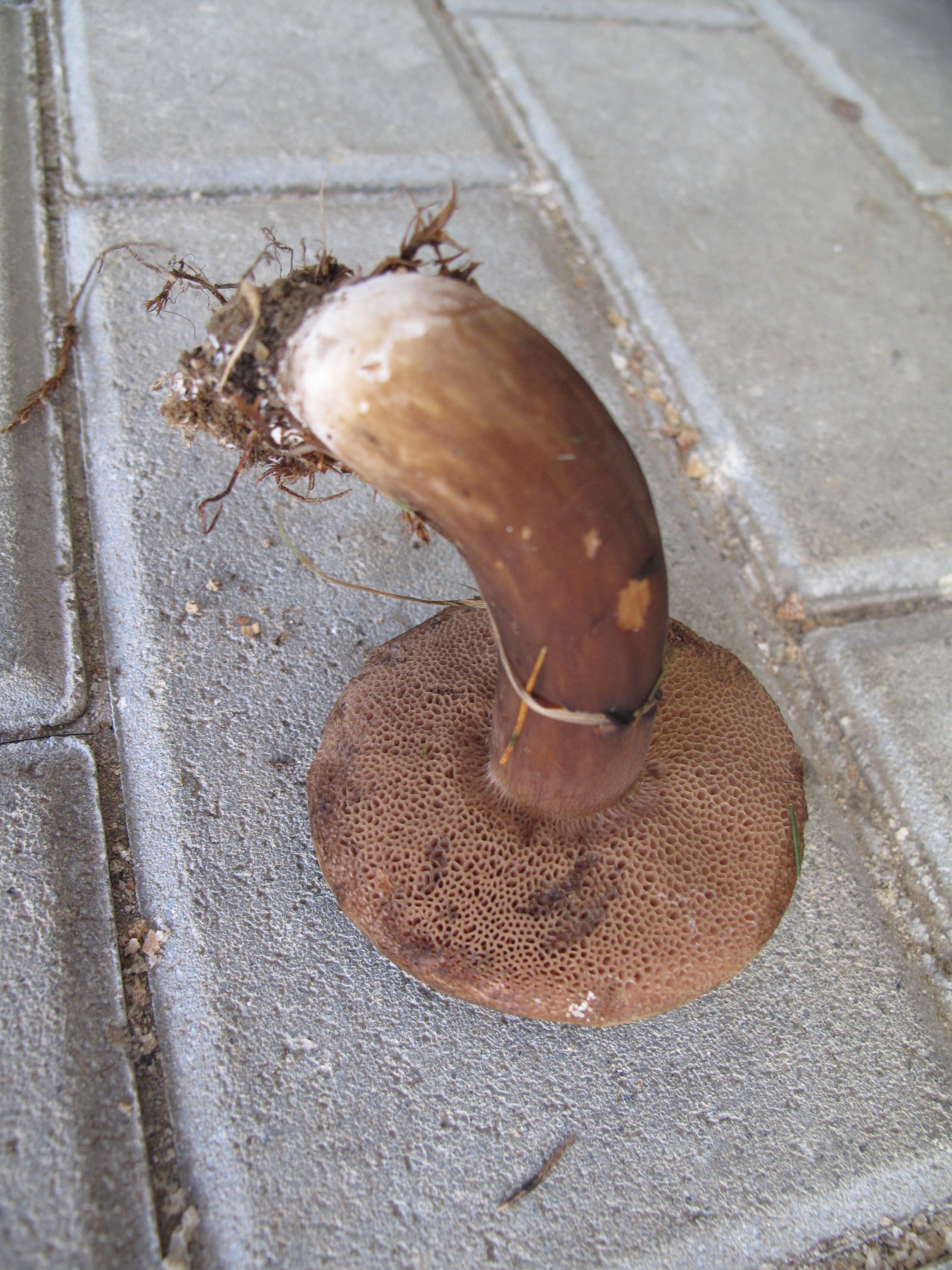
Fotbasen är ofta ljus.
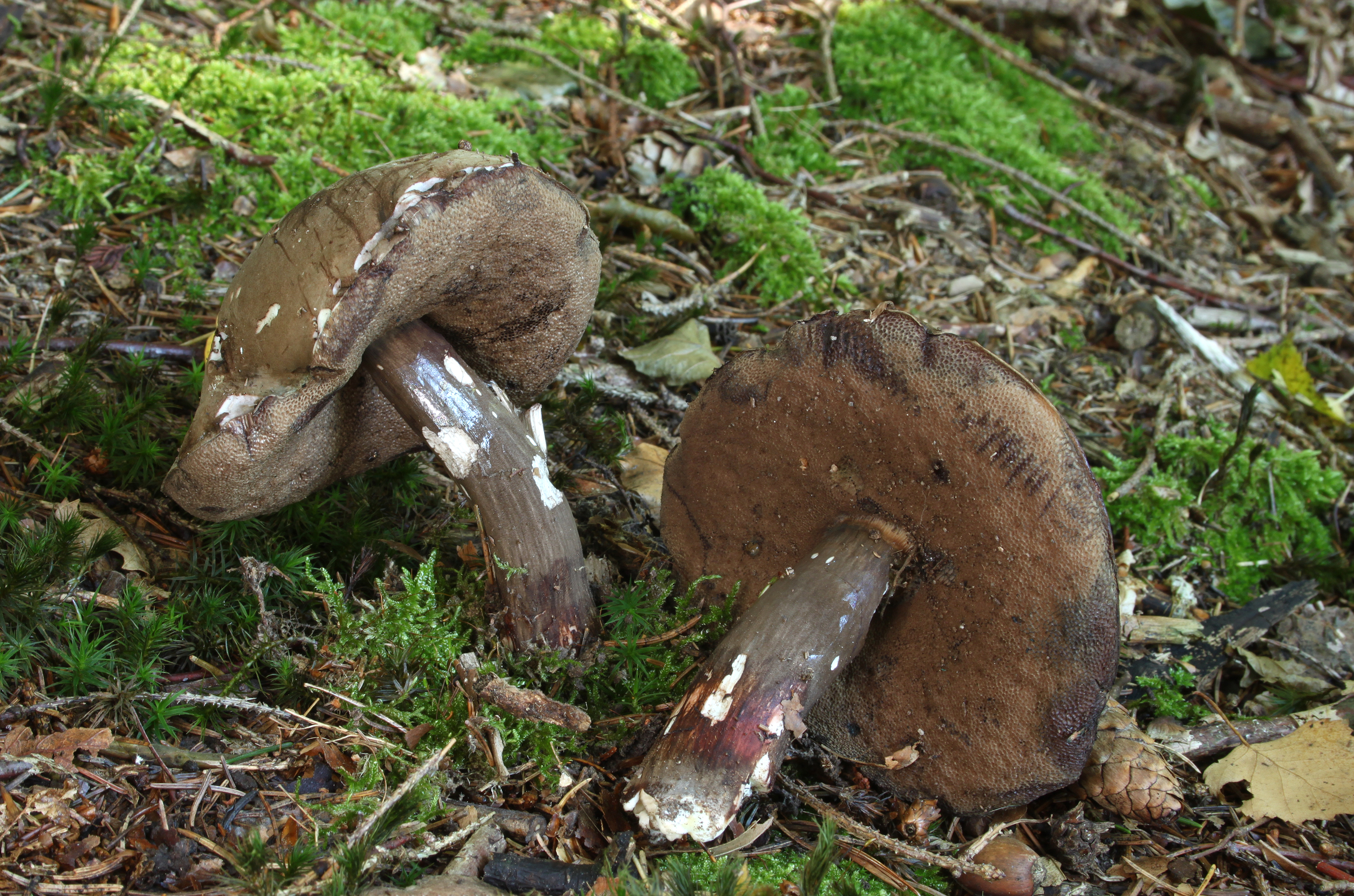
Porerna blir vinröda efter beröring.
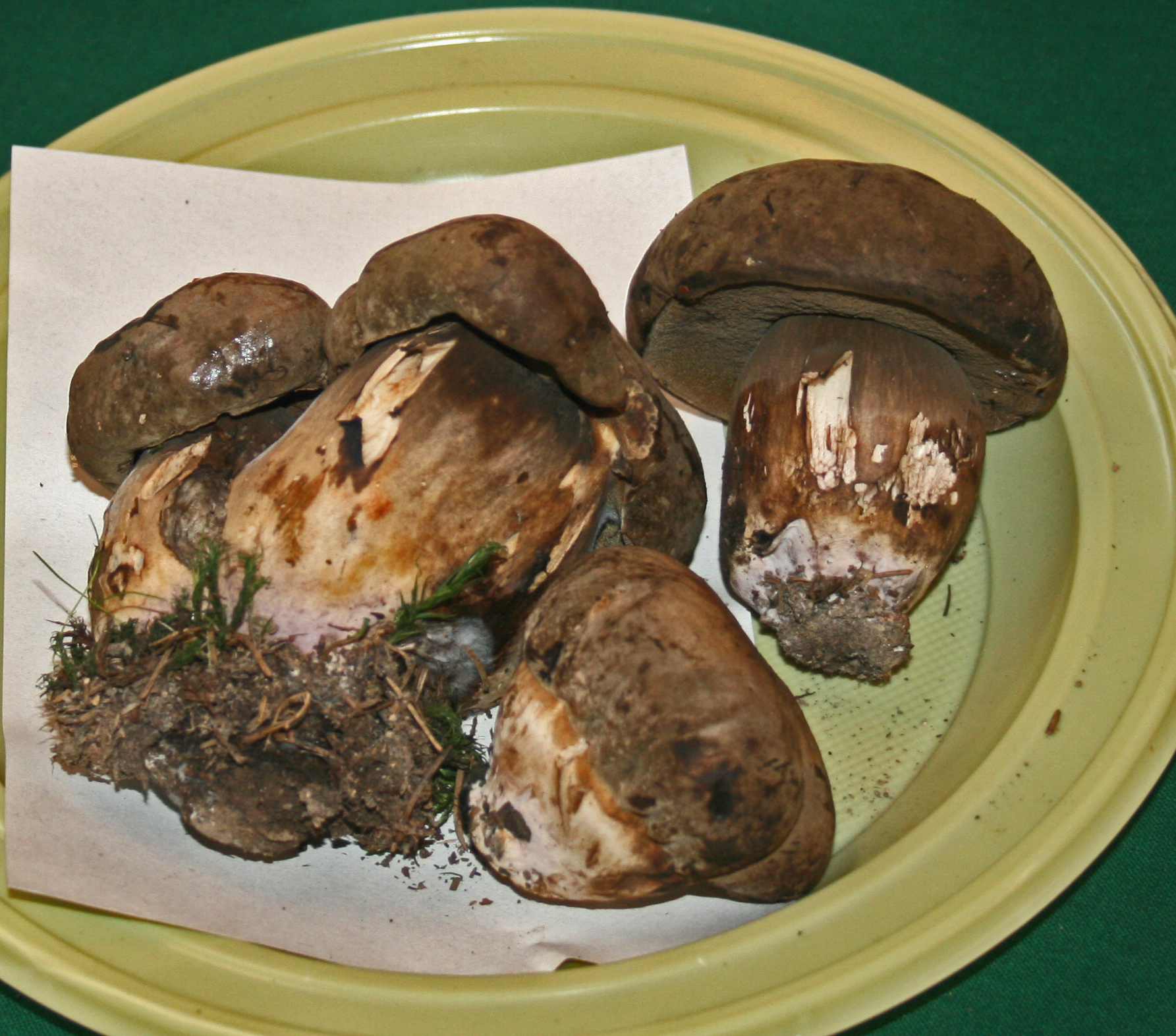
Unga fruktkroppar med smutsgula porer.

## Taxonomi
Dystersoppen beskrevs av Elias Fries och Christoffer Theodor Hök 1835 som Boletus porphyrosporus.. Den fördes över till det av Edouard-Jean Gilbert 1931 nybeskrivna släktet Porphyrellus och har senare utsetts till släktets typart. Den har tidvis förts till släktet Tylopilus, men senare molekylärfylogenetiska studier har visat att Porphyrellus bör vara ett eget släkte.
Artnamnet betyder "purpursporig": från grekiska πορφυρός (porfyros, "purpur") och σπόρος (sporos, "frö").